# Ковнаткі (Підляське воєводство)
Ковнаткі (пол. Kownatki) — село в Польщі, у гміні Радзілув Ґраєвського повіту Підляського воєводства.
Населення — 139 осіб (2011).
У 1975-1998 роках село належало до Ломжинського воєводства.

## Демографія
Демографічна структура станом на 31 березня 2011 року:
|          | Загалом | Допрацездатний вік | Працездатний вік | Постпрацездатний вік |
| -------- | ------- | ------------------ | ---------------- | -------------------- |
| Чоловіки | 70      | 13                 | 42               | 15                   |
| Жінки    | 69      | 9                  | 33               | 27                   |
| Разом    | 139     | 22                 | 75               | 42                   |